# 魔法王子
《魔法王子》，是漫畫家樋野茉理所創作的少女漫畫作品。其作品於2002年 - 2004年在LaLa連載，單行本全4冊。

## 故事簡介
愛理是個愛做夢的的少女，總夢想著浪漫的愛情。這一天她和迷路的少年亞拉姆相遇了並照顧他。年幼的亞拉姆其實是魔法國的王子，因為被施了魔法，經過了一個晚上竟然成長了許多……

## 登場人物
※声优指的是DRAMA CD的声优。

### 主要人物
星名 愛理（Hoshina Airi，聲優：折笠富美子）
15歲。女主角。一名愛做夢的的少女，總是夢想著浪漫的愛情。克莉絲娜蕾公主的後代，擁有一面可穿越魔法王國及人間的七芒星型鏡子。班裏的副班長，由於雙親長年在海外工作，一直只和兩隻小狗（波奇郎及可樂美）為伴。個性有責任感、愛幻想，亞拉姆的未婚妻。喜歡亞拉姆。烹醢應該不錯。喜歡《大草原的結婚物語》。
亞拉姆（Aram，聲優：甲斐田雪（幼年）/綠川光（成年））
7歳。男主角。全名亞斯提爾·恩·戴莫尼雅·艾務卡里斯提亞·亞拉姆，魔法王國的第二王子。因為被傑魯施了魔法，在黑暗的地方便會急速成長，唯一復原的方法是愛理的吻。喜歡愛理。個性孩子氣、有責任感，為了救愛理而和她交換了結婚的誓約，愛理的末婚夫。喜歡蛋包飯及《螢光戰士》。
傑魯（Jeile，聲優：岸尾大輔）
19歳，亞拉姆同父異母的兄長。全名亞斯提爾·恩·戴莫尼雅·艾務卡里斯提亞·傑魯，魔法王國的第一王子。超級花花花公子，喜歡愛理，稱其為「山百合少女」。魔法王國的魔導軍總帥。於愛理的學校擔任美索不達米亞語的老師。
雷（Rei，聲優：佐佐木望）
19歳，亞拉姆的僕人兼魔法王國的丞相輔助官，為了監視愛理而成為保健老師。個性忠心耿耿、不苟言笑，有時候會變成一隻鳥兒。傑魯的初戀。有一位名叫妮（ネイ）的雙胞胎姊姊。

### 次要人物
拉兹（Raz）
16歲，全名瑟洛圖希阿·拉薩路德，亞拉姆的表兄。本來是魔法王國皇位繼承人，但因克莉絲娜蕾公主（愛理的祖先）的逃婚，淪為貴族。目的是刺殺愛理。
仲央路（Nakaoji，聲優：私市淳）
愛理的同學兼班長，喜歡愛理‧有不為人知的特殊身分─大法師。
瑪露露（Maruru，聲優：小暮英麻）
和傑魯一起行動的精靈，擅長纖細的魔法。
瑪利亞貝露（Mariabel）
亞拉姆本來的末婚妻。